# Automne Pavia
Automne Pavia (Péronne, 3 de janeiro de 1989) é uma judoca francesa.

## Carreira
Conquistou a medalha de bronze na categoria até 57 kg dos Jogos Olímpicos de Londres 2012.